# Phlegra sapphirina
Phlegra sapphirina är en spindelart som först beskrevs av Tord Tamerlan Teodor Thorell 1875.  Phlegra sapphirina ingår i släktet Phlegra och familjen hoppspindlar. Inga underarter finns listade i Catalogue of Life.